# Random Sound West
Random Sound West is een local service district en designated place in de Canadese provincie Newfoundland en Labrador. Het bevindt zich aan de oostkust van het eiland Newfoundland

## Geografie
Random Sound West heeft een oppervlakte van 43,50 km² en bestaat uit zeven dorpen, namelijk Adeytown, Hatchet Cove, Hillview, Ivany's Cove, North West Brook, St. Jones Within en Queen's Cove. De naam verwijst naar het feit dat al deze plaatsen zich aan een van beide zeearmen ten westen van het zeegat Random Sound bevinden.
Het merendeel van de bebouwing is gesitueerd aan het westelijke uiteinde van de Southwest Arm, waar zich in tegenwijzerzin de bijna in elkaar overlopende plaatsen Hillview, Ivany's Cove, North West Brook en Queen's Cove bevinden.
Verder naar het oosten toe, aan de noordoever van diezelfde zeearm, bevinden zich nog de meer afgelegen plaatsen Hatchet Cove en St. Jones Within. Het meest noordelijke dorp Adeytown is tegelijk het enige dat aan de Northwest Arm ligt.
In het local service district liggen drie provinciale routes, namelijk de noord-zuidverbinding NL-1 (de Trans-Canada Highway) en de west-oostverbindingen NL-205 en NL-204.

## Geschiedenis
Op 20 juni 2008 werd het local service district (LSD) Hillview-Adeytown-Hatchet Cove-St. Jones Within gevormd door de samenvoeging van het LSD Hillview-Adeytown met de plaatsen Hatchet Cove en St. Jones Within. Op 28 april 2009, minder dan een jaar na de oprichting van het LSD, werd er besloten om de lange naam te veranderen tot Random Sound West.
Op 2 februari 2010 werd het local service district aanzienlijk uitgebreid door een fusie met de ten zuiden van Random Sound West gelegen LSD's North West Brook-Ivany's Cove en Queen's Cove. Ondanks de fusie van de local service districts bleef Statistics Canada echter Hillview-Adeytown-Hatchet Cove-St. Jones Within en North West Brook-Ivany's Cove-Queen's Cove als twee aparte designated places (DPL's) beschouwen, met name bij de volkstellingen van 2011 en 2016.
Vanaf de volkstelling van 2021 beschouwt het federale statistiekagentschap Random Sound West ook als een enkele DPL.
In april 2023 droeg de provincie een studiebureau op om een haalbaarheidsonderzoek uit te voeren naar de eventuele samensmelting van de LSD's Random Sound West, Caplin Cove-Southport, Hodge's Cove en Deep Bight tot een zelfstandige gemeente. In december 2024 werden de resultaten van het onderzoek gepubliceerd. De volgende stap is een stemming in 2025 om het plan al dan niet goed te keuren door de bevolking van de betrokken LSD's.

## Demografie
Volgens de volkstelling van 2011 telden de DPL's die tezamen Random Sound West constitueerden in hun geheel 818 inwoners. In 2016 stelde Statistics Canada voor beide DPL's een totale bevolkingsomvang van 827 vast. In 2021 was het inwonertotaal teruggevallen tot 702.
In 2016 had meer dan 99% van de inwoners van Random Sound West het Engels als moedertaal, alle anderen waren die taal machtig. Daarnaast waren er zo'n tien mensen (1,2%) die het Frans als moedertaal hadden, waarvan de helft als gedeelde moedertaal tezamen met het Engels. Alles tezamen waren zo'n 20 mensen die andere Canadese landstaal machtig (2,4%).

## Galerij

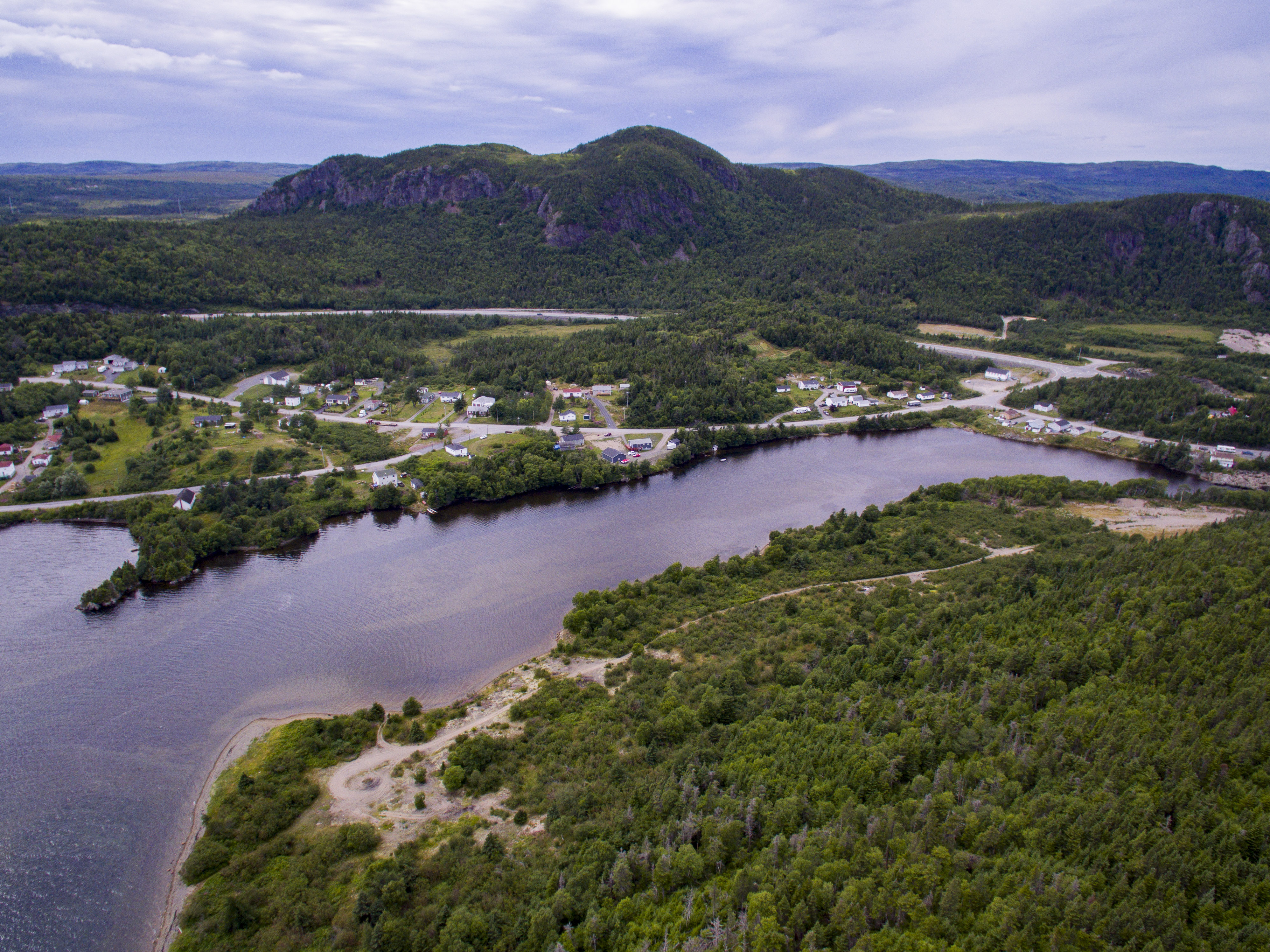
Luchtbeeld van North West Brook
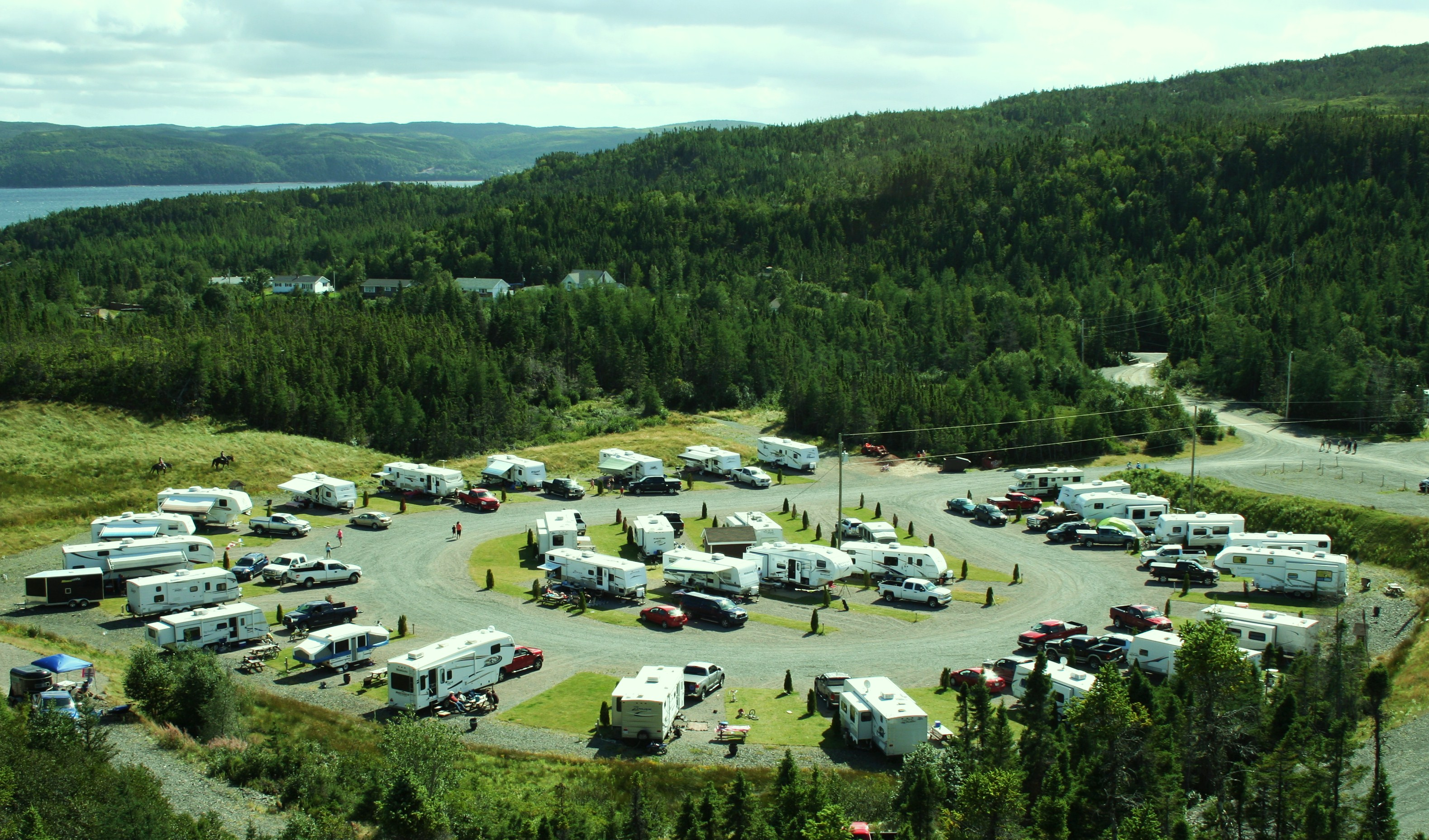
Kampeerterrein van Hatchet Cove met de Southwest Arm in de achtergrond
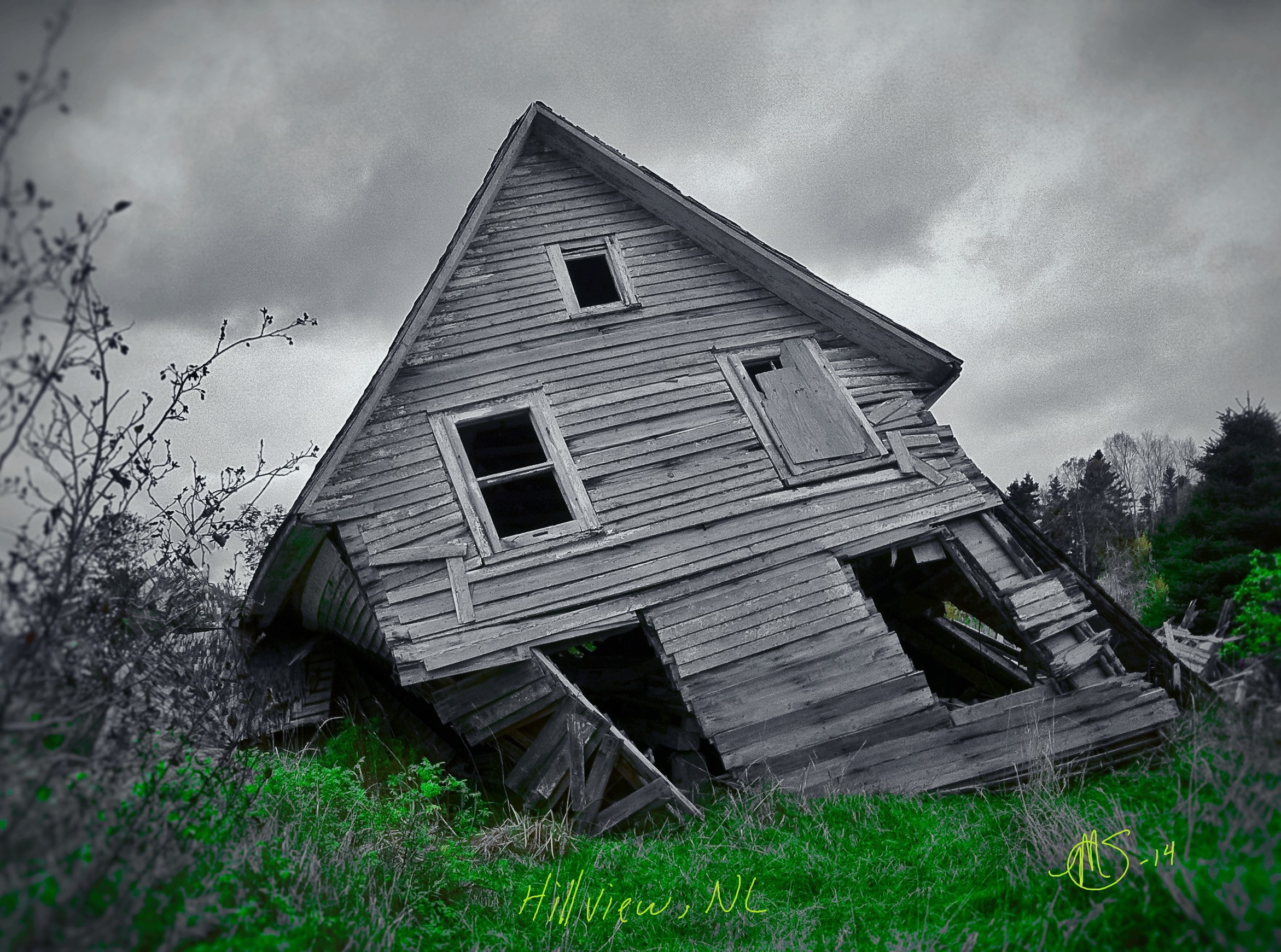
Ruïne van een houten woning in Hillview